# Distretto di Ban Na
Il distretto di Ban Na (in thailandese: บ้านนา) è un distretto (amphoe) della Thailandia, situato nella provincia di Nakhon Nayok.